# Kaigun heigakkó
Kaigun heigakkó (japonsky 海軍兵学校), neboli japonská císařská námořní akademie, zkráceně pak Kaihei (海兵), byla námořní škola Japonského císařství zaměřená na výcvik důstojníků pro císařské námořnictvo.
Hjóbušó (兵部省 ~ vojenské ministerstvo) ji založilo v roce 1869 v Cukidži (čtvrť v Čúó, Tokio) jako Kaigun sórendžo (海軍操練所 ~ námořní výcvikové středisko) na základě staršího výcvikového centra z dob šógunátu. Dne 28. září 1876 bylo Kaigun sórendžo přejmenováno na Kaigun heigakkó a roku 1888 byla akademie přesunuta na ostrov Etadžima, nedaleko Kure. V říjnu 1945 byla Kaigun heigakkó spojeneckými okupačními jednotkami uzavřena. 74 ročníků (期 ki) absolvovalo 12 433 kadetů: první ročník promoval v roce 1873 (ze 114 kadetů jej dokončili pouze dva), poslední 30. března 1945. Ročníky 75 až 78 (dalších více než 10 000 studentů) byly předčasně ukončeny japonskou kapitulací a zrušením Kaigun heigakkó.
Během své existence Kaigun heigakkó spadalo pod Kaigunšó.

## Výcvik budoucích důstojníků císařského námořnictva
Budoucí kadeti se hlásili po ukončení základní školní docházky a jejich věk se zpravidla pohyboval mezi 16 až 22 lety.
Zpočátku se budoucí důstojníci hlásili především z řad bývalých samurajů z tradičních námořních provincií: Sacumy, Hizenu a Čóšú. Již roku 1871 ale vydala vláda nařízení, že mají být přijímáni adepti bez ohledu na původ a na základě přijímacích zkoušek (do roku 1889 konaných pouze v Tokiu). V devadesátých letech 19. století již kadeti pocházeli z téměř celého Japonska. Rovněž třídní složení se měnilo: zatímco v roce 1874 bylo 90 % nováčků ze samurajských rodin, v roce 1891 již heimin (平民 ~ prostý lid) tvořili přes 21 % absolventů a v roce 1901 dokonce 34 %. Zájem o kariéru námořního důstojníka byl obrovský: v letech 1894 a 1895 se na 40 míst hlásilo 500 uchazečů, v roce 1906 se na 181 míst hlásilo 2981 uchazečů.
Studium trvalo zpravidla tři až čtyři roky a jeho náplní byla výuka námořního umění, navigace, dělostřelby, angličtiny, matematiky, fyziky a chemie. Součástí též bylo utužování fyzické kondice adeptů. Po absolvování získal kadet hodnost šó'i kóhosei (少尉候補生 ~ námořní kadet/lodní poddůstojník). Po absolvování transoceánské výcvikové plavby a přibližně roce služby byli šó'i kóhosei povýšeni na šó'i (少尉 ~ podporučík).
Ti nejlepší absolventi obdrželi jako onši (恩賜 ~ císařský dar) tantó.
Absolvování Kaigun heigakkó (a následného leteckého výcviku) bylo též jednou ze tří možností, jak se stát důstojníkem–příslušníkem létajícího personálu (tj. pilotem, pozorovatelem, střelcem, …) císařského námořního letectva.

## Britský vzor
Ve svých počátcích císařské námořnictvo čerpalo z britských námořních tradic a zkušeností a ani Kaigun heigakkó nebyla výjimkou. V roce 1873 přijela do Japonska britská námořní mise, kterou vedl Kanaďan Lt Cdr (Lieutenant commander ~ komandér poručík) Archibald L. Douglas, který následně vyučoval na akademii. Dělostřelbu a navigaci od roku 1879 do roku 1885 na akademii vyučoval Lt Cdr L.P. Willan.